# Orbessan
Orbessan (gaskognisch gleicher Name) ist eine französische Gemeinde mit 270 Einwohnern (Stand 1. Januar 2022) im Département Gers in der Region Okzitanien; sie gehört zum Arrondissement Mirande. Seine Bewohner nennen sich Orbessannais/Orbessannaises.

## Geografie
Orbessan liegt rund zwölf Kilometer südsüdöstlich der Stadt Auch im Süden des Départements Gers. Der Gers durchquert Orbessan von Süd nach Nord. Die Gemeinde besteht aus dem Dorf Orbessan, mehreren Weilern sowie Einzelgehöften. Verkehrstechnisch liegt die Gemeinde an der D929. Die N21 verläuft zudem nur wenige Kilometer weiter westlich.

## Geschichte
Der Fund von Überresten einer römischen Villa belegt eine frühe Besiedlung. Im Mittelalter lag der Ort in der Grafschaft Astarac, die ein Teil der Provinz Gascogne war. Die Gemeinde gehörte von 1793 bis 1801 zum District Auch, zudem war Orbessan von 1793 bis 1801 ein Teil des Kantons Seissan. Von 1801 bis 1973 lag Orbessan im Kanton Auch-Sud, danach von 1973 bis 2015 im Wahlkreis (Kanton) Auch-Sud-Est-Seissan. Die Gemeinde ist seit 1801 dem Arrondissement Auch zugeteilt.

### Bevölkerungsentwicklung
| Jahr                       | 1962 | 1968 | 1975 | 1982 | 1990 | 1999 | 2006 | 2020 |
| Einwohner                  | 102  | 114  | 104  | 134  | 159  | 213  | 259  | 286  |
| Quellen: Cassini und INSEE |      |      |      |      |      |      |      |      |

## Sehenswürdigkeiten
- Schloss von Orbessan aus dem 17./18. Jahrhundert, Monument historique seit 1942[1]
- Kirche Saint-Jacques
- Denkmal für die Gefallenen[2]
- Brunnen aus dem 18. Jahrhundert, Monument historique seit 1947[3]
- zwei Wegkreuze und eine Madonnenstatue
- sechseckiger Taubenturm
- alte Wassermühle
- Überreste einer römischen Villa mit Mosaiken

Quelle:

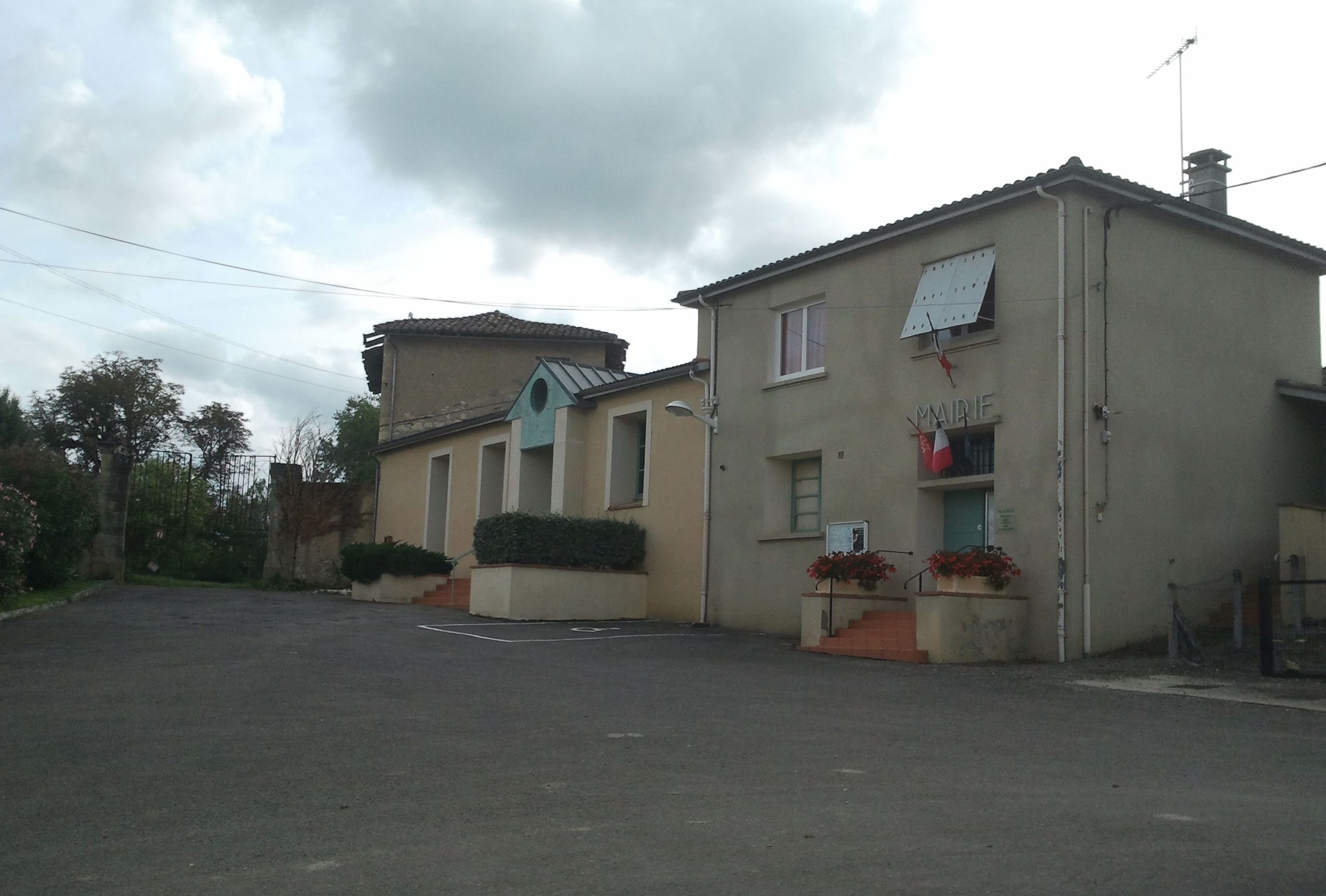
Dorfplatz und Rathaus (Mairie)
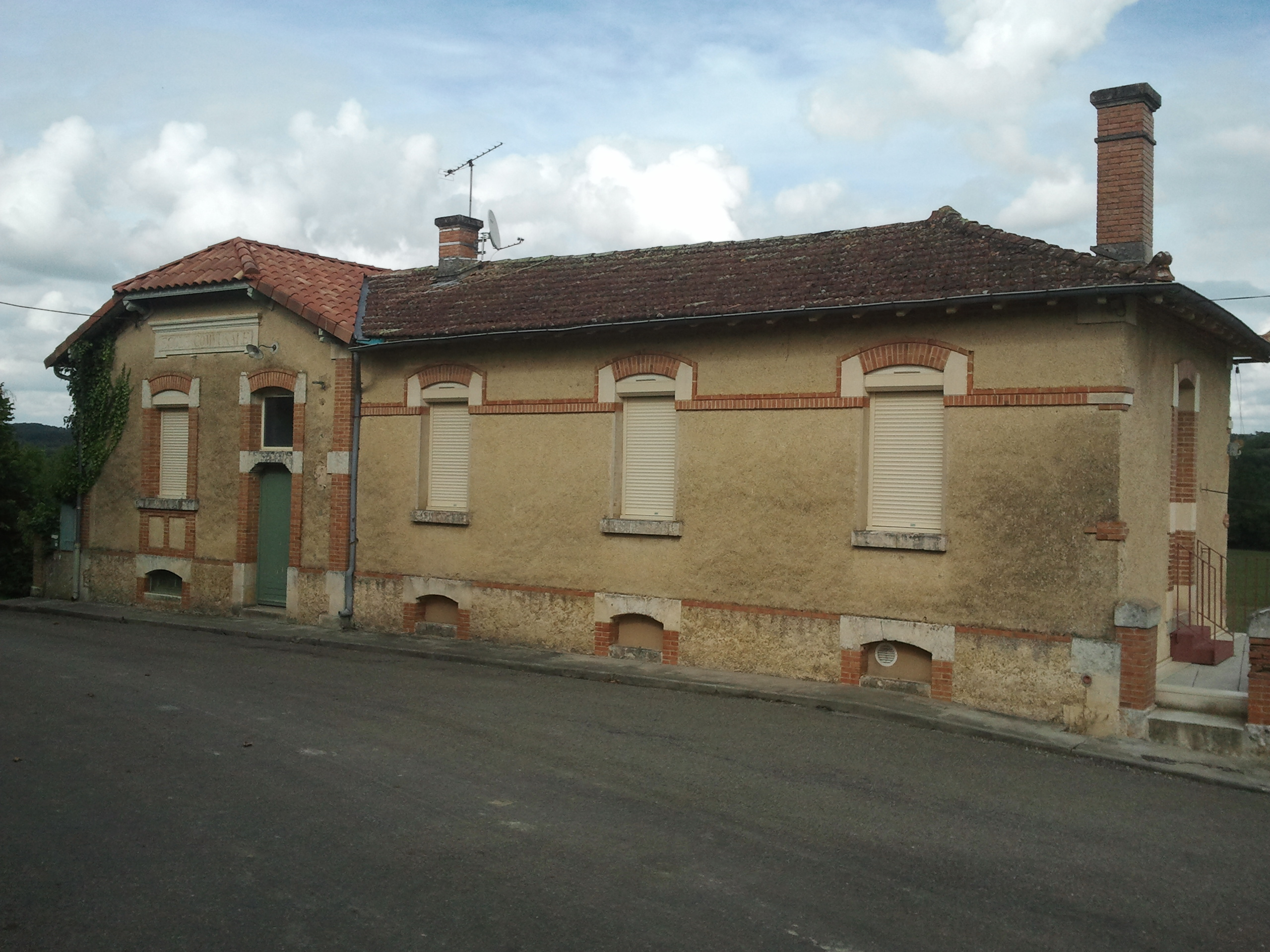
Schule
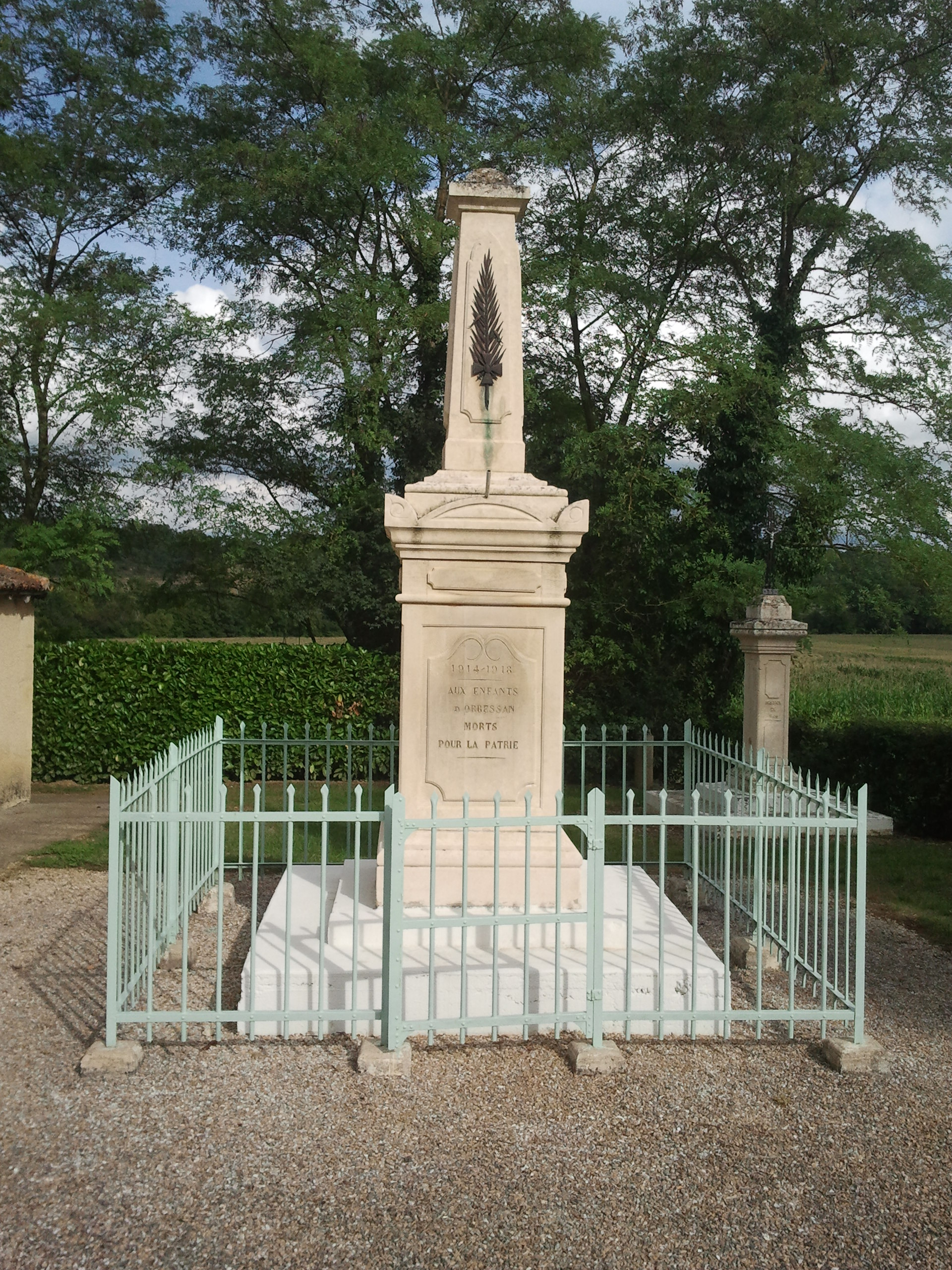
Denkmal für die Gefallenen
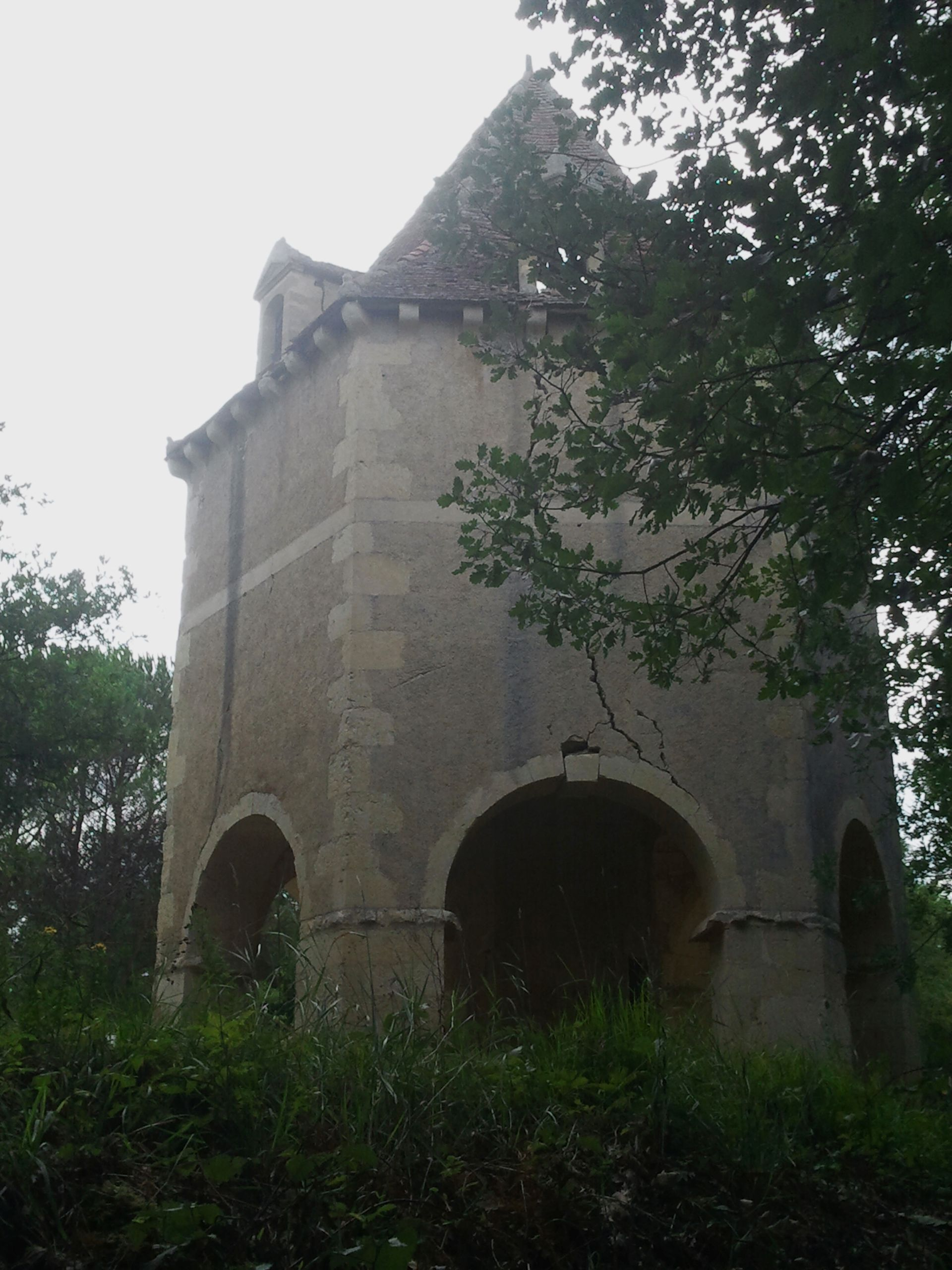
Taubenturm
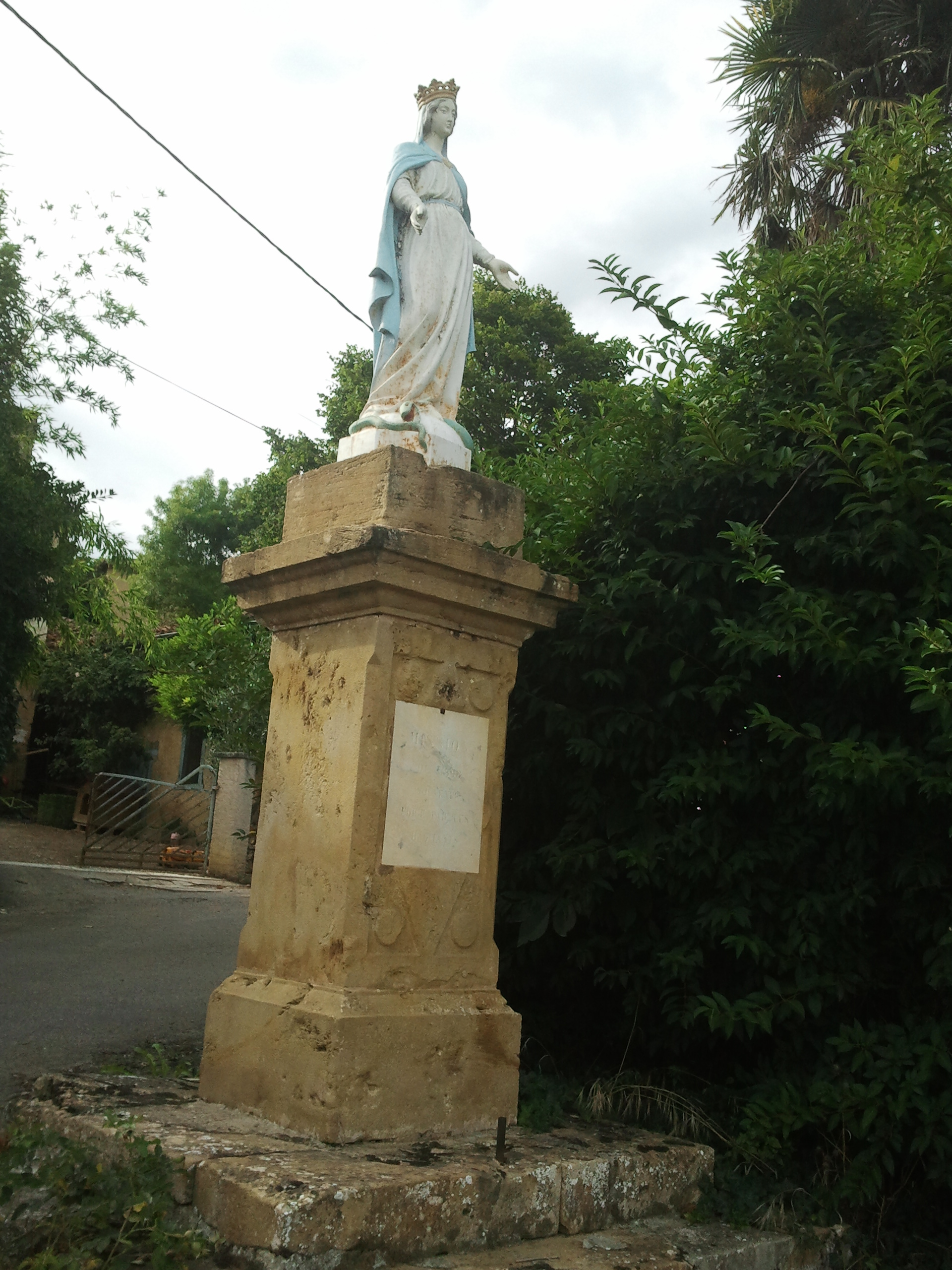
Madonnenstatue
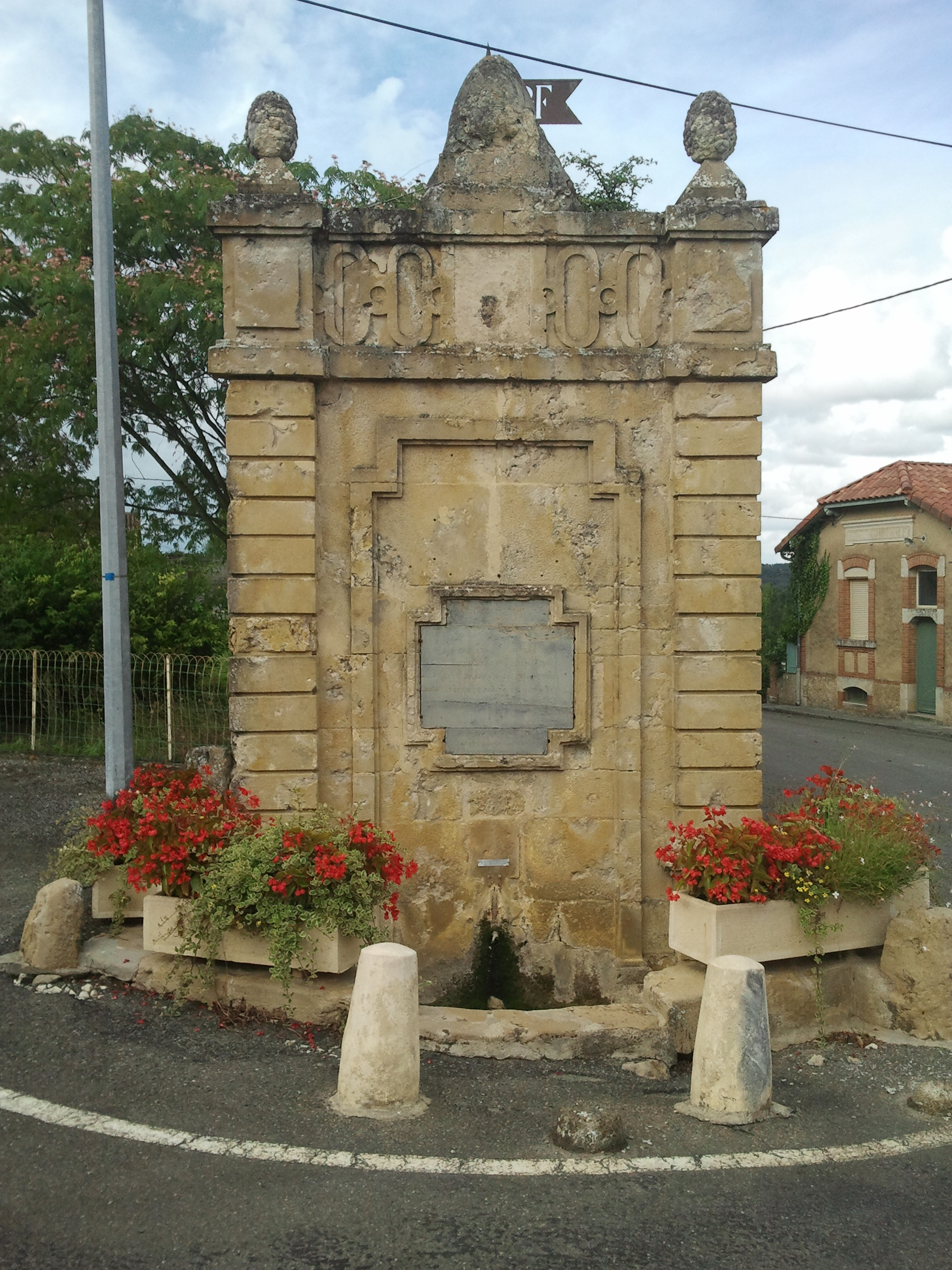
Brunnen aus dem 18. Jahrhundert